# Tup en Joep
Tup en Joep is een kinderboekenserie van Henri Arnoldus. Arnoldus startte met de serie in 1954. De omslag en de tekeningen zijn van Carol Voges en de boekjes worden uitgegeven door De Eekhoorn.

## Inhoud
Tup en Joep zijn twee apen die apenstreken uithalen en avonturen beleven in een ver en warm land. 
De doelgroep van de serie is verdeeld in twee categorieën:
- Om voor te lezen: vanaf 4 jaar.
- Om zelf te lezen: vanaf 6 jaar

## Boeken
1. Tup en Joep
2. Tup en Joep met de olifant
3. Tup en Joep gevangen
4. Tup en Joep op de boot
5. Tup en Joep weer vrij
6. Tup en Joep op stap
7. Tup en Joep in de dierentuin
8. Tup en Joep in het circus
9. Tup en Joep gaan vliegen
10. Tup en Joep weer terug
11. Tup en Joep en de papegaai
12. Tup en Joep zijn jarig!
13. Tup en Joep redden Rikkie
14. Tup en Joep bij dokter Boela
15. Tup en Joep gaan verhuizen
16. Tup en Joep op de vlucht
17. Tup en Joep boos op elkaar
18. Tup en Joep gaan vissen
19. Tup en Joep en hun vrienden
20. Tup en Joep zijn kampioen